# Tip tájfun (1979)

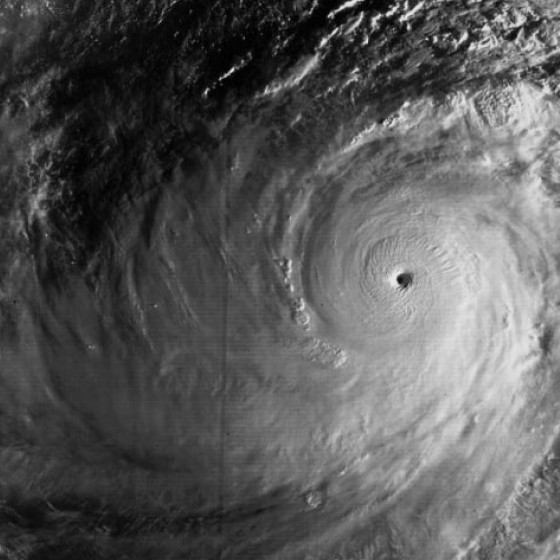
A Tip tájfun műholdképe (1979)

A Tip tájfun (más néven Warling tájfun) a legnagyobb és legintenzívebb trópusi ciklon volt a világon, amit valaha rögzítettek, a legnagyobb átmérővel és atmoszferikus légnyomással. Tip a huszonharmadik trópusi depresszió, a tizenkilencedik trópusi vihar, a tizenkettedik tájfun és a harmadik szupertájfun volt az 1979-es csendes-óceáni tájfunszezonban. 
Tip egy feszültséggel teli, alacsony nyomású zivatarrendszerből alakult ki, egy monszunhullámon belül október 4-én Pohnpei közelében. Miután összeállt trópusi depresszióvá, majd ezután trópusi viharrá, bizonytalanná vált a mozgása, és több hurkot is leírt az óceánon, végül pedig északnyugat felé kezdett haladni október 7-én Guamot elhagyva. Október 9-én északnyugat felé haladt tovább eddig trópusi vihar státuszban, viszont ezen a napon Tip elérte a hurrikán státuszt. Ezek után gyors fejlődésen keresztülmenve Tip október 12-én érte el csúcsintenzitását ötös erősségű szupertájfunként, több, mint 305 km/h-s átlaglökéseivel, amit 410-415 km/h-s alkalmankénti széllökések is kísértek. A légnyomás ebben az időszakban hatalmasat zuhant, olyannyira, hogy a tájfun belsejében 25.69 inHg-s nyomást (kevesebb, mint 870 mbar) mértek, ezzel ebben a trópusi ciklonban létrejött a legalacsonyabb mért légnyomás rekordja, ez egyben világrekord is lett, amely 2020-ban is fenn áll. Tip viharos széllökésekkel és atmoszférikus légnyomással tombolt a nyílt óceánon, és haladt nyugat-északnyugat felé.

## Meteorológiai háttér

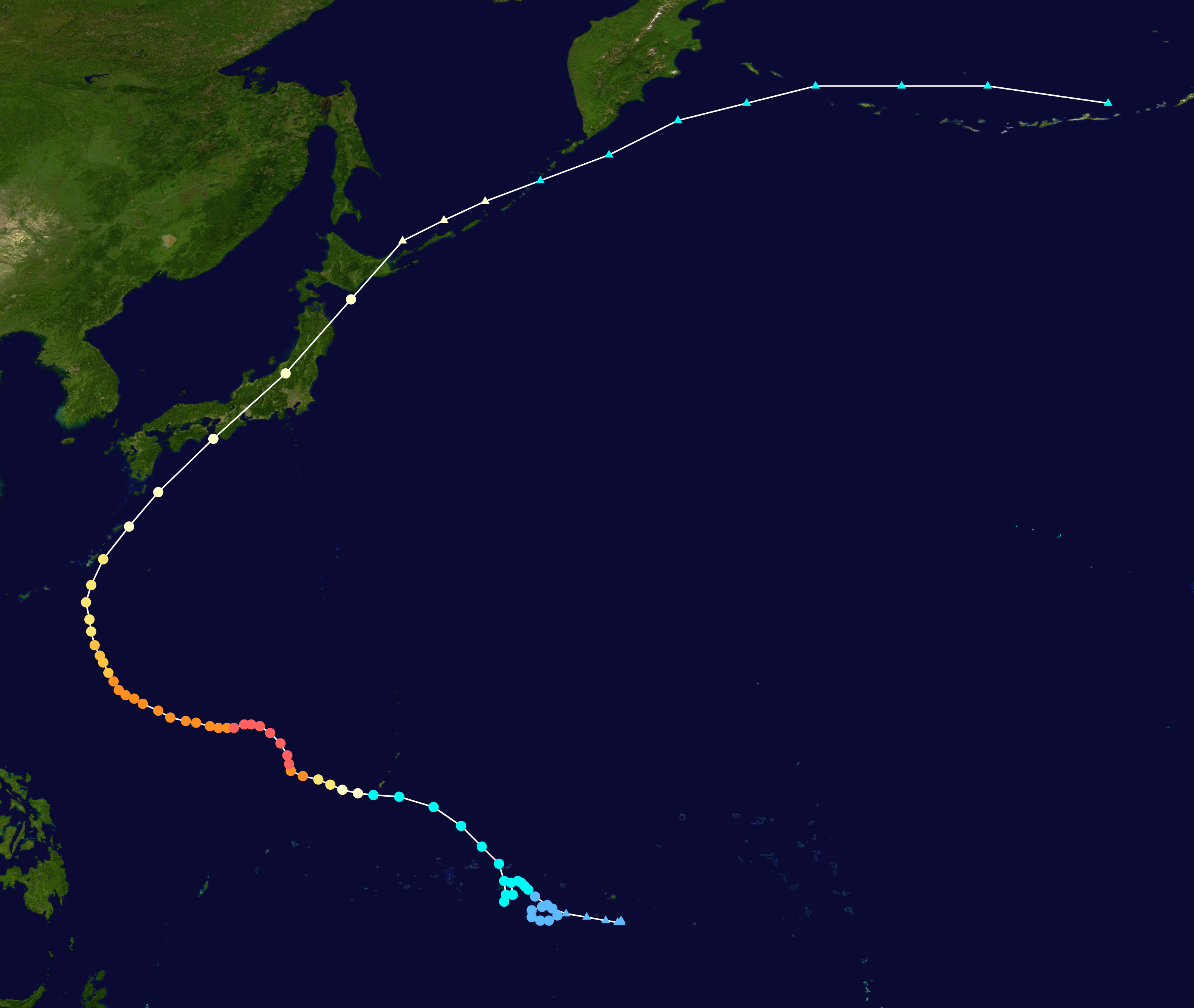
Tip útja, a pontok a vihar helyzetét, színük az intenzitását jelzi a viharnak.

## Fordítás
Ez a szócikk részben vagy egészben  a   Typhoon Tip című angol Wikipédia-szócikk fordításán alapul.  Az eredeti cikk szerkesztőit annak laptörténete sorolja fel. Ez a jelzés csupán a megfogalmazás eredetét és a szerzői jogokat jelzi, nem szolgál a cikkben szereplő információk forrásmegjelöléseként.